# Dawid Janowski
Dawid Janowski (ur. 6 czerwca 1868 w Wołkowysku, zm. 15 stycznia 1927 w Hyères we Francji) – francuski szachista pochodzący z wywodzącej się z Polski rodziny żydowskiej, uczestnik meczu o mistrzostwo świata z Emanuelem Laskerem.

## Kariera szachowa
Janowski od 1890 roku mieszkał w Paryżu. Był stałym bywalcem sławnej Café de la Régence, szachowej kawiarni, w której grywali Michaił Czigorin, Ksawery Tartakower i Aleksander Alechin, a wcześniej (w 1858 roku) Paul Morphy dał popis gry „na ślepo” w symultanie na ośmiu szachownicach. W 1896 roku Janowski został „mistrzem kawiarni”, a wkrótce odgrywał pierwszoplanową rolę w turniejach z udziałem najsilniejszych szachistów na świecie. W 1899 roku na turnieju w Londynie, wygranym przez Laskera, podzielił drugie miejsce z Harrym Pillsburym i Gezą Maroczym, wyprzedzając m.in. Czigorina, Carla Schlechtera i byłego mistrza świata Wilhelma Steinitza (był to ostatni turniej pierwszego mistrza świata).
W następnych latach Janowski wygrał kilka turniejów, m.in. w Monte Carlo (1901), Wiedniu (1902), Hanowerze (1902) i Barmen (1905). W 1904 roku wspólnie z mistrzem świata Laskerem zajął drugie miejsce w turnieju w Cambridge Springs (Pensylwania), za Frankiem Marshallem.
W 1909 roku w Paryżu Janowski rozegrał dwa treningowe mecze z Emanuelem Laskerem. W pierwszym meczu rozegrano zaledwie cztery partie, po dwie wygrane przez obu graczy. Drugi mecz (który niesłusznie postrzegany jest czasami jako oficjalny mecz o tytuł mistrza świata) na dystansie 10 partii zakończył się zdecydowanym zwycięstwem mistrza świata. Janowski wygrał jedną partię, tylko dwie zremisował.  Mimo tak przekonującego zwycięstwa Lasker zaprosił Janowskiego do rozegrania oficjalnego meczu o tytuł mistrza świata, który odbył się w 1910 roku w Berlinie. Porażka Janowskiego była jeszcze bardziej dotkliwa niż rok wcześniej w Paryżu. Zremisował tylko trzy partie na jedenaście rozegranych (+0 -8 =3).
Po przegranych meczach z Laskerem siła gry Janowskiego nieco osłabła. Nadal jednak należał do szachowej elity i do końca życia brał udział w turniejach. Był zawodowym szachistą, lecz dochody z nagród nie wystarczały na dostatnie życie, zwłaszcza że był zapalonym hazardzistą. Przez wiele lat materialnie wspierał go zamożny artysta malarz Leonardus Nardus. Wybuch I wojny światowej zastał Janowskiego w Mannheim, gdzie brał udział w turnieju. Był przez krótki czas internowany, po czym wyjechał do Nowego Jorku. W USA grał w turniejach, wygrał m.in. turniej w Atlantic City w 1921 roku, jednak dochody z tego tytułu nie mogły uchronić go przed ubóstwem. Do Paryża wrócił w 1924 roku. Trzy lata później zajął drugie miejsce w swoim ostatnim turnieju w Hyeres, gdzie zmarł na gruźlicę.
Według retrospektywnego systemu Chessmetrics, najwyższy ranking osiągnął w lipcu 1904 r., z wynikiem 2776 punktów zajmował wówczas 1. miejsce na świecie.